# Juvénales
Les Juvénales (en latin Juvenalia), sont des jeux institués par Néron pour célébrer le jour où, pour la première fois, il s'est fait couper la barbe. 

## Description
Les jeux étaient rythmés par des concerts de musique, des chants et des danses. Devenus perpétuels, ils deviennent fête de la jeunesse et se célèbrent alors par des combats de gladiateurs. 